# هاري هال
هاري هال (بالإنجليزية: Harry Hall) (1 يناير 1900 - ) هو لاعب كرة قدم بريطاني في مركز جناح ‏. لعب مع لينكولن سيتي أف سي وPinxton F.C. ‏ ودارلينجتون إف سى.